# 胡體乾
胡體乾（1495年—？），字健夫、號爻峰、爻峯，山西太原府交城縣人，匠籍，縣學生，治易經。明朝政治人物。

## 生平
正德十四年（1519年）己卯科山西鄉試第二十五名舉人，十六年（1521年）辛巳科進士。嘉靖三年（1524年）正月选授貴州道監察御史，十年巡按南直隸蘇松等府，出任直隸永平府知府。歷升河南布政司左參政，十九年十月升河南按察使，轉左布政使，二十三年正月考察去職。

## 家族
曾祖胡昂，知州；祖父胡緯，通判；父胡方獻。母李氏。具庆下。兄體觀、體立、體具、體孚。